# Société civile d'étude et de recherche des littératures dessinées
La Société civile d'études et de recherches des littératures dessinées (Socerlid) est une association française spécialisée dans l'étude de la bande dessinée fondée le 4 novembre 1964 et dissoute en 1977. Elle était présidée par le Français Claude Moliterni. 
Elle  est issue d'une scission du Club des bandes dessinées, premier groupe européen du genre, auquel les fondateurs de la Socerlid reprochaient de se consacrer quasi exclusivement au comic strip de l'entre-deux-guerres, au mépris de la création contemporaine. La Socerlid organise à partir de 1965 des expositions, dont « Bande dessinée et Figuration narrative » qui attire 500 000 visiteurs en 1967 à Paris. De 1966 à 1977, la Socerlid, devenue Société française de bandes dessinées (SFBD) en décembre 1967, publie la revue Phénix, qui associe articles de fonds, rééditions patrimoniales et création contemporaine.

## Histoire
En 1964, Claude Moliterni, employé du groupe Hachette et membre du Club des bandes dessinées (CBD), association bédéphile fondée deux ans plus tôt par Francis Lacassin, rentre d'un voyage aux États-Unis avec la conviction que le CBD, qui consacrait quasi exclusivement ses travaux aux comic strips américains de l'entre-deux-guerres, doit également s'intéresser à la création contemporaine. Cette proposition « tombant à plat », Moliterni décide de fonder une association concurrente, avec le soutien d'autres anciens membres du CBD, comme David Pascal, Pierre Couperie, Édouard François, Proto Destefanis ou Maurice Horn. La Société civile d'études et de recherches des littératures dessinées (Socerlid) naît le 4 novembre 1964, entraînant dès le lendemain le renommage du Club des bandes dessinées en Centre d'études des littératures d'expression graphique (Celeg).
La Socerlid organise à l'automne 1965 à la galerie de la Société française de photographie la première exposition de bande dessinée française, « Dix millions d'images », basée sur l'agrandissement de cases, technique inspirée par les travaux du pop art. Remarquée par le critique artistique du Monde Bertrand Girod de l'Ain, l'exposition connaît un succès inespéré et conduit les médias généralistes à s'intéresser à la bande dessinée. L'année suivante, Moliterni organise au musée des arts décoratifs de Paris une petite exposition des travaux de Burne Hogarth, auteur de Tarzan de 1936 à 1950, tout en préparant avec le soutien du conservateur de ce musée une exposition beaucoup plus ambitieuse. Toujours en octobre 1966, la Socerlid crée sa revue d'études Phénix, diffusée par la SERG et Dargaud.
D'avril à juin 1967, le musée des arts décoratifs présente l'exposition « Bande dessinée et Figuration narrative », présentant majoritairement des œuvres de la bande dessinée franco-belge à côté de celles de grands maîtres américains. Succès public avec plus de 500 000 visiteurs, cette exposition est également une référence pour la critique de bande dessinée, son catalogue étant l'un des premiers ouvrages en français consacrés à la bande dessinée. En décembre de la même année, après la disparition du Celeg, la Socerlid prend le nom de Société française de bandes dessinées.
En 1972, son exposition « 10 millions d'image » conçue par Pierre Couperie à Angoulême à la demande de Francis Groux dresse une esquisse du futur festival international de la bande dessinée d'Angoulême.
La Socerlid et sa revue sont dissoutes en 1977.

## Documentation
- Julien Baudry, « Saint-Ogan et les grands enfants : la place de l'œuvre d'Alain Saint-Ogan dans le discours historique de la SOCERLID », Comicalités. Études de culture graphique, octobre 2011.
- Hervé Cannet (dir.) (préf. Will Eisner), Le Grand 20e, Angoulême, La Charente libre, 1992, p. 6-7.